# 克里斯托波利斯
克里斯托波利斯是巴西巴伊亚州的一个市镇。总面积896.458平方公里，总人口13440人，人口密度15人/平方公里。